# Filosofia da filosofia
Filosofia da filosofia ou Metafilosofia é a filosofia da filosofia. A metafilosofia, consiste no filosofar sobre o próprio papel da Filosofia enquanto ramo do saber humano. Enquanto o que ela é, em si mesma. Que é Filosofia? Qual o seu papel? Quais as suas limitações? Quais seus objetivos? Há objetivos pré-definidos? Qual a sua forma de atuação? Seu modus de atuar, enquanto produtora de conhecimento?

## Definição metafilosóficaa priori, sobre "Que é Filosofia?"
Refletindo a Filosofia: A Filosofia é um ramo do saber que visa através da experiência ôntica (relativa ao ente - vide Heidegger in "Ser e Tempo") da racionalização da experiência ontológica, uma aproximação com a realidade através da interpretação. A grande controvérsia e o problema central da metafilosofia, é que a realidade em si mesma é multifacetada, e possui infinitas chances que dependem da forma ontológica de abordagem. Por isso, há grande dificuldade de consenso, pois uns privilegiam as suas abordagens acerca da realidade, em detrimento das de outrem, sem notar que a experiência ôntica é pessoal e intransferível. Julgam assim - através de valores pessoais - o que é Filosofia ou não é. O que pode ser válido para alguns, não é para outros. Tentar cercear toda e qualquer forma de abordagem da realidade, é tentar esfacelar a Filosofia.
Se em Aristóteles, compreendemos metafísica como uma forma de divisão de suas obras, isto é, livros que estão depois dos livros da física, ou ainda, obras que são marcadas por investigações das realidades que transcende o mundo sensível, bem como considera a metafisica como a filosofia e em Kant, falamos do estudo de formas suprassensível (mundo, Deus e a alma) então podemos afirmar que metafísica é qualquer forma de sistema filosófico que esteja voltado para um conhecimento ontológico, teológico ou além da realidade. Por extensão de sentido podemos aplicar à palavra metafilosófica definindo-a como algum tipo de sistema ou ciência que está depois, para além ou que transcende o mundo ou a realidade da filosofia; suprassensível à realidade da filosofia. *Definição: metafilosófica algo, sistema ou ciência que transcende, que está para além da realidade da filosofia.*  

## Exemplo de Metafilosofia
Um exemplo de Metafilosofia, na prática, seria fornecer uma possível definição de Filosofia. Ex.: Filosofia é uma atitude desenvolvida através da leitura, escrita, diálogo, reflexão e debate que desenvolve um maior senso crítico, maior exigência lógica na argumentação, maior rigor na fundamentação do pensamento. Resumindo, a Filosofia desenvolve a habilidade e atitude do Senso Crítico.